# 다라주
다라주(아랍어: مُحافظة درعا)는 시리아를 구성하는 14개 주 가운데 하나로, 주도는 다라이며 면적은 3,730km2, 인구는 916,000명(2009년 기준)이다. 시리아 남서부에 위치하고 있고 남쪽으로는 요르단, 서쪽으로는 쿠네이트라주와 인접해 있으며 북쪽으로는 리프디마슈크주, 동쪽으로는 수와이다주와 인접해 있다.